# Punktförstoring
Punktförstoring nämns ofta i tryck- och rastersammanhang och är ett mått på rasterpunktens förstoring vid överföring från film till färdigt tryck.
Den totala punktförstoringen är en summa av den optiska och den mekaniska punktförstoringen.